# Capilla de San Wendelino (Friburgo)
La capilla de San Wendelino está situada por encima del barrio Ebnet de Friburgo de Brisgovia, Baden-Wurtemberg, Alemania, se encuentra a pocos minutos a pie de Santa Ottilien, en un claro a una altitud de 545 m en la cresta del Pequeño al Gran Roßkopf.

## Historia
Frailes capuchinos construyeron en 1723 la primera capilla de madera y la dedicaron a San Wendelino de Tréveris, el patrón de los pastores. En el pasado, servía principalmente como refugio contra las tormentas para los pastores de Ebnet. Los peregrinos que se dirigían a San Pedro rezaban allí. En 1895 la parroquia católica de San Hilario de Ebnet la hizo reemplazar, con donaciones, por un edificio de piedra. 